# 어린 토끼
어린 토끼, 또는 산토끼(독일어: Feldhase)는 독일의 화가 알브레히트 뒤러의 1502년 수채화·구아슈 작품이다. 이듬해 그린 《큰 잔디밭》과 함께 뒤러의 관찰력을 엿볼 수 있는 걸작으로 평가받고 있다.

## 상세
산토끼 한 마리를 그린 단독 작품이다. 토끼 한 마리가 장식도 배경도 없이 홀로 그려져 있으며 정사각형 도화지의 대부분을 차지하고 있다. 토끼는 왼쪽 상단에서 오른쪽 하단 방향의 대각선 측면으로 바라본 시선에서 쪼그리고 앉아 있는 모습이며, 토끼의 시선 역시 한쪽 모서리 공간을 향하며 그 너머의 공간을 바라보고 있다.
뒤러가 묘사 대상을 바라보는 시점을 다소 윗시점으로 잡았기 때문에, 토끼의 정밀한 외양 묘사가 가능할 수 있었다. 또한 사진을 찍은 것과 다름없는 정교함에 작품 속 토끼의 나이까지 유추할 수 있는 수준인데, 어린 토끼라는 제목과는 달리 약 두 살의 다 자란 성체로 판별되고 있다.
이 작품에서 뒤러는 수많은 털가닥과 여러 가지 갈색, 명암이 드리워진 털가죽을 정확하게 담아내야 하는 어려운 도전을 하고 있다. 그 때문에 뒤러는 빛을 떨어뜨려 피사체의 윤곽을 강조하고, 오른쪽에 그림자를 드리워 깊이 있는 착시감을 주는 전통적인 묘사법을 채택해야 했던 모습이다. 작품 속 토끼가 어떤 태도를 취하고 있는지는 다양한 해석이 있다. 동작과 동작 사이의 순간을 그린 이 작품은, 쉬고 있는 토끼의 고요한 자세로 받아들여지는가 하면, 귀를 쫑긋 세우고 눈을 응시하며 화폭 밖으로 도망칠 준비가 된 토끼로 보는 사람들도 있다.

## 기법
뒤러는 먼저 형상을 가볍게 스케치한 뒤 수채화로 갈색 밑바탕을 깔았다. 스케치를 했다는 사실은 오른쪽 귀 부분에 초안을 그린 흔적으로 알 수 있다. 세부묘사는 수채화와 구아슈를 써서 어둡고 밝은 갈색의 여러 필채로 길고 부드러운 배와 허벅지털부터 뒷다리 짧은 털까지 털가죽의 다양한 질감을 끈질긴 묘사로 담아냈다. 그런 뒤 흰 털과 주둥이의 수염을 한 가닥씩 그었으며, 마침내 검은색 획으로 성체 토끼의 털가죽을 살려냈다.
이러한 기법은 사실주의적 정확성을 부여하며 뒤러로 하여금 "인본주의와 근대 르네상스의 선구자"로 평가받는 작품으로 나아가게 만들었다. 토끼의 귀가 쫑긋 세워진 모습이나 조그만 눈동자 속 반사광까지의 세부묘사로 작품 속 토끼에게 생동감, 나아가 "영혼"까지도 불어넣고 있다.

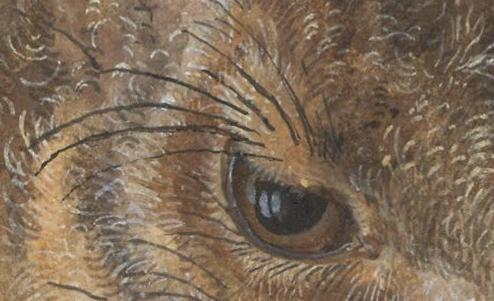
토끼의 눈

뒤러가 이토록 정확한 묘사를 해낼 수 있었던 작업 환경과 비결에 대해서는 여전히 논란 속에 있다. 토끼의 오른쪽 눈동자의 반사광 묘사가 두 개의 창문처럼 보이는 것은 뒤러가 직접 토끼를 포획하여 화실에 살아있는 상태로 갖다놓고 따라 그렸다는 주장으로 발전하기 마련이었다. 그러나 이런 식의 반사광 묘사 자체는 뒤러가 당대 플랑드르와 네덜란드 화가의 작품을 모방한 것으로, 다른 작품에서도 다시 나타나기 때문에, 그림 속 현실 반영을 객관적으로 증명할 수 있는 것으로 평가하기보다는, 드로잉의 구현 과정에서 나오는 '사실감 효과', 즉 생동감 있는 것처럼 보이게 하려 했을 뿐이라는 지적이 제기되었다.
뿐만 아니라 야생 산토끼는 길들이기 어렵기 때문에, 살아있는 토끼치고 뒤러의 그림에 묘사된 대로 차분한 태도와 정적인 자세를 취했고 또 그대로 따라 그릴 수 있었을 가능성은 거의 없다는 주장이다. 따라서 그는 사냥감으로 잡은 죽은 토끼의 털, 귀, 다리를 관찰하고 그 결과물을 쪼그려 앉은 토끼의 모습으로 담아낸 것이라는 설이 존재한다.